# Edna P. Plumstead
Edna Pauline Plumstead (Cidade do Cabo, 15 de setembro de 1903 – Joanesburgo, 23 de setembro de 1989) foi uma proeminente paleontóloga e paleobotânica sul-africana e uma das mais importantes cientistas do país.

## Biografia
Edna nasceu na Cidade do Cabo, em 1903. Aos 8 anos, sua família se mudou para Joanesburgo, onde Edna estudou na escola para meninas de Barnato Park. Em 1920, ela se matriculou no curso de geologia da Universidade de Witwatersrand, instituição com quem manteve uma longa parceria por 50 anos, até sua aposentadoria, em 1971.
Formou-se como primeira da turma, em 1924 e foi logo indicada como membro da equipe do departamento de geologia da instituição. Lá cursou o mestrado em ciências, defendido em 1926. Sua dissertação foi bastante elogiada pela Sociedade Geológica da África do Sul e lhe concedeu a Medalha Corstorphine por mérito. Com uma bolsa de pesquisa concedida por H. B. Webb, Edna pode estudar em Cambridge.

## Carreira
Em Cambridge, ela conduziu pesquisas pioneiras em petrologia e paleobotânica no carvão da África do Sul, na época uma área inteiramente nova da geologia, e fez curso avançado em paleobotânica. Porém, no departamento de geologia em sua terra natal, havia falta de profissionais e Edna retornou ao país antes de concluir sua pós na Inglaterra para auxiliar no ensino e na pesquisa na universidade. Edna foi a responsável por criar uma coleção para o museu da instituição, além de catalogar livros e periódicos da crescente biblioteca de geologia.
Edna publicou vários livros e artigos sobre a flora do Gondwana e sobre a deriva continental, área de estudos que, na época, ainda levantava dúvidas em vários pesquisadores e não tinha sido totalmente aceita. Trabalhou no conselho da Sociedade Geológica sul-africana, na Sociedade Geografia bem como foi membro de vários outros conselhos técnicos e científicos pelo país.
Em 1934, Edna se casou com Edric Plumstead, engenheiro de minas. Edna se demitiu de seu cargo na universidade para ser dona de casa e se dedicar ao marido. Nos próximos doze anos, Edna foi mãe, tendo cinco filhos, três meninos e duas meninas. Em 1946, a universidade pediu novamente que ela reconsiderasse e retornasse às atividades acadêmicas. Era o pós-guerra e havia falta de professores no departamento. Edna voltou a lecionar e a trabalhar com pesquisa, tanto no departamento de geologia quanto no de botânica.

## Paleobotânica
Edna começou a estudar plantas fósseis da Antártica no mestrado e ao comparar com amostras de outros continentes, chegou à conclusão de que eram da mesma idade que fósseis da África do Sul, América do Sul, Índia e Austrália, todas elas de idade paleozoica. Antes que a deriva dos continentes e a tectônica de placas se estabelecesse como verdade científica, alguns cientistas viam as plantas fósseis como uma evidência contundente da existência de um super-continente no passado, a Gondwana. Cerca de cinco anos depois da evidência paleobotânica de Edna apontar as semelhanças entre as plantas fósseis, James Kitching apresentou fósseis de vertebrados iguais dos vários continentes, principalmente àqueles que encontrou na Bacia do Karoo.
Edna ganhou muitos prêmios durante a carreira e foi membro de várias sociedades científicas. Em 1961 obteve o título de doutora em ciência por sua universidade e em 1980 recebeu um doutorado honorário pela Universidade de Witwatersrand. Edna se aposentou em 1971 do Instituto de Pesquisas Paleobotânicas e doou toda a sua coleção de livros e artigo para a biblioteca da instituição.

## Morte
Edna morreu em 23 de setembro de 1989, em Joanesburgo, aos 86 anos, após uma longa doença.